# Partido Liberal Radical da Suíça
O Partido Liberal Radical da Suíça (PLR) (em francês, Parti libéral-radical; em alemão Freisinnig-Demokratische Partei, FDP; em italiano Partito liberale-radicale, em romanche Partida liberaldemocrata) é um partido político suíço de direita, defensor do liberalismo econômico, com redução de tributos e de gastos sociais. Foi criado em 2009, a partir da fusão entre  o  Partido Liberal, historicamente implantado na Suíça ocidental, de expressão francesa, e o Partido Radical Democrático, por muito tempo  hegemônico no cenário político do país, embora viesse perdendo eleitores nas últimas décadas.

## História
O Partido Radical Democrático foi formado em 1894 pelos radicais, que haviam dominado a política da Suíça desde 1830, situando-se na oposição aos conservadores católicos que formaram o governo desde a criação do Estado federal, em 1848, até 1891. A partir de então, o PDR permaneceu dominante até a introdução da representação proporcional, em 1919. Entre 1945 e 1987, alternou com o Partido Social-Democrata a posição de maior partido. Em 1959, o partido obteve dois assentos na fórmula mágica. Nas décadas de 1990 e 2000, o PRD entrou em declínio, pressionado pelo Partido Popular Suíço. Aproximou-se, então, do Partido Liberal, bem menor, até incorporá-lo formalmente em 2009, dando origem ao Partido Liberal Radical.
No seu site, o Partido Liberal Radical se declara "o mais jovem partido da Suíça". Atualmente o PLR detém 30 das 200 cadeiras do Conselho Nacional e 11 dos 46 assentos do  Conselho dos Estados. A imprensa suíça ora o classifica como  um partido de centro ora como de centro-direita. Entretanto, sobretudo por suas posições com relação à economia, o partido situa-se claramente à direita.

## Resultados Eleitorais

### Eleições legislativas
| Data | CI. | Votos   | %            | +/- | Conselho dos Estados | +/- | Conselho Nacional | +/- |
| ---- | --- | ------- | ------------ | --- | -------------------- | --- | ----------------- | --- |
| 2011 | 3.º | 364 704 | 15,1 / 100,0 |     | 11 / 46              |     | 30 / 200          |     |
| 2015 | 3.º | 413 444 | 16,4 / 100,0 | 1,3 | 13 / 46              | 2   | 33 / 200          | 3   |
| 2019 | 3.º | 366 303 | 15,1 / 100,0 | 1,3 | 12 / 46              | 1   | 29 / 200          | 4   |

### Eleições para o Conselho Federal
| Data | Conselheiros Federais | +/-     |
| ---- | --------------------- | ------- |
| 2010 | 2 / 7                 |         |
| 2011 | 2 / 7                 | Estável |
| 2015 | 2 / 7                 | Estável |
| 2017 | 2 / 7                 | Estável |
| 2018 | 2 / 7                 | Estável |
| 2019 | 2 / 7                 | Estável |